# Liste des avions de la Coupe Schneider

Images de la Coupe Schneider
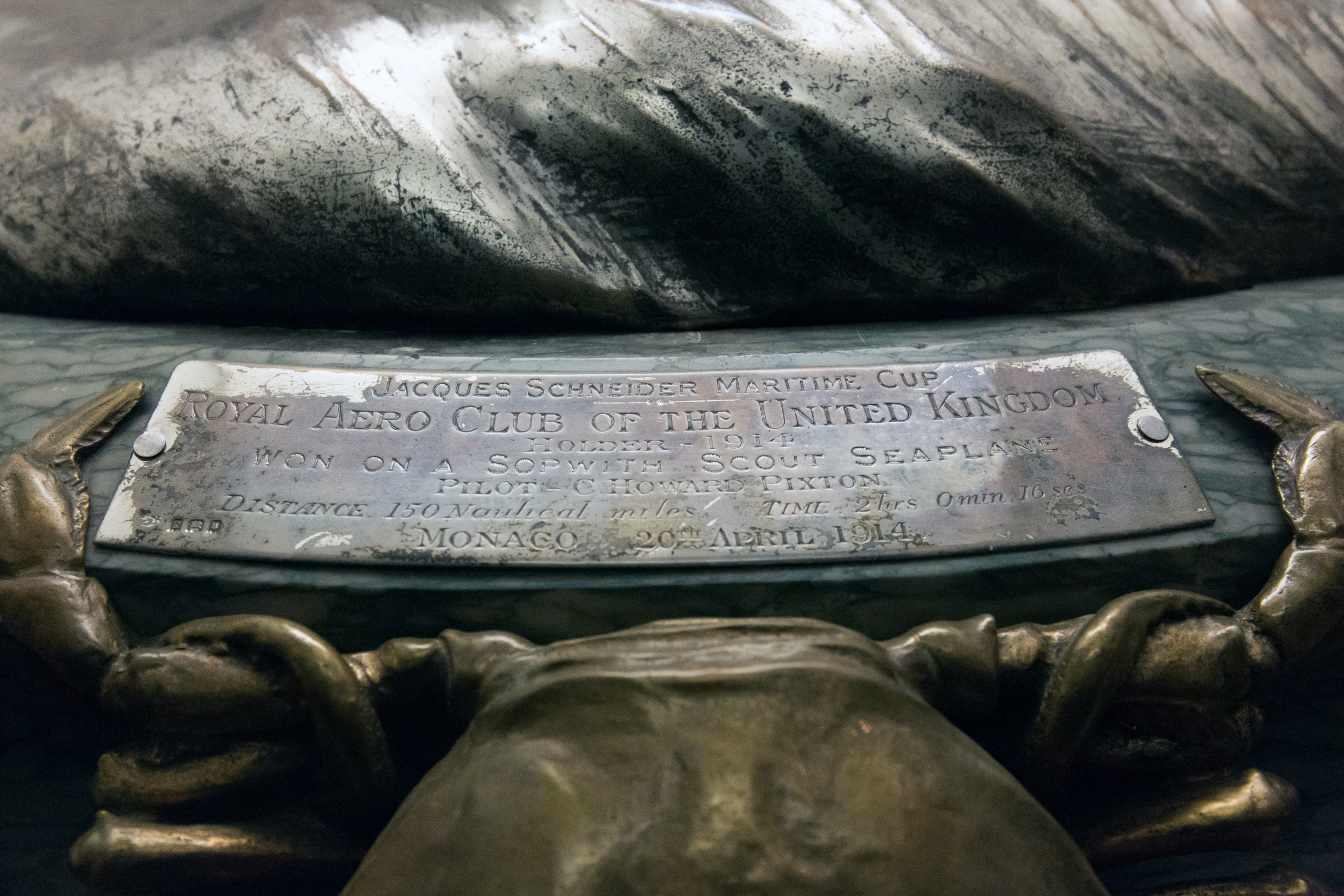
Plaque explicative
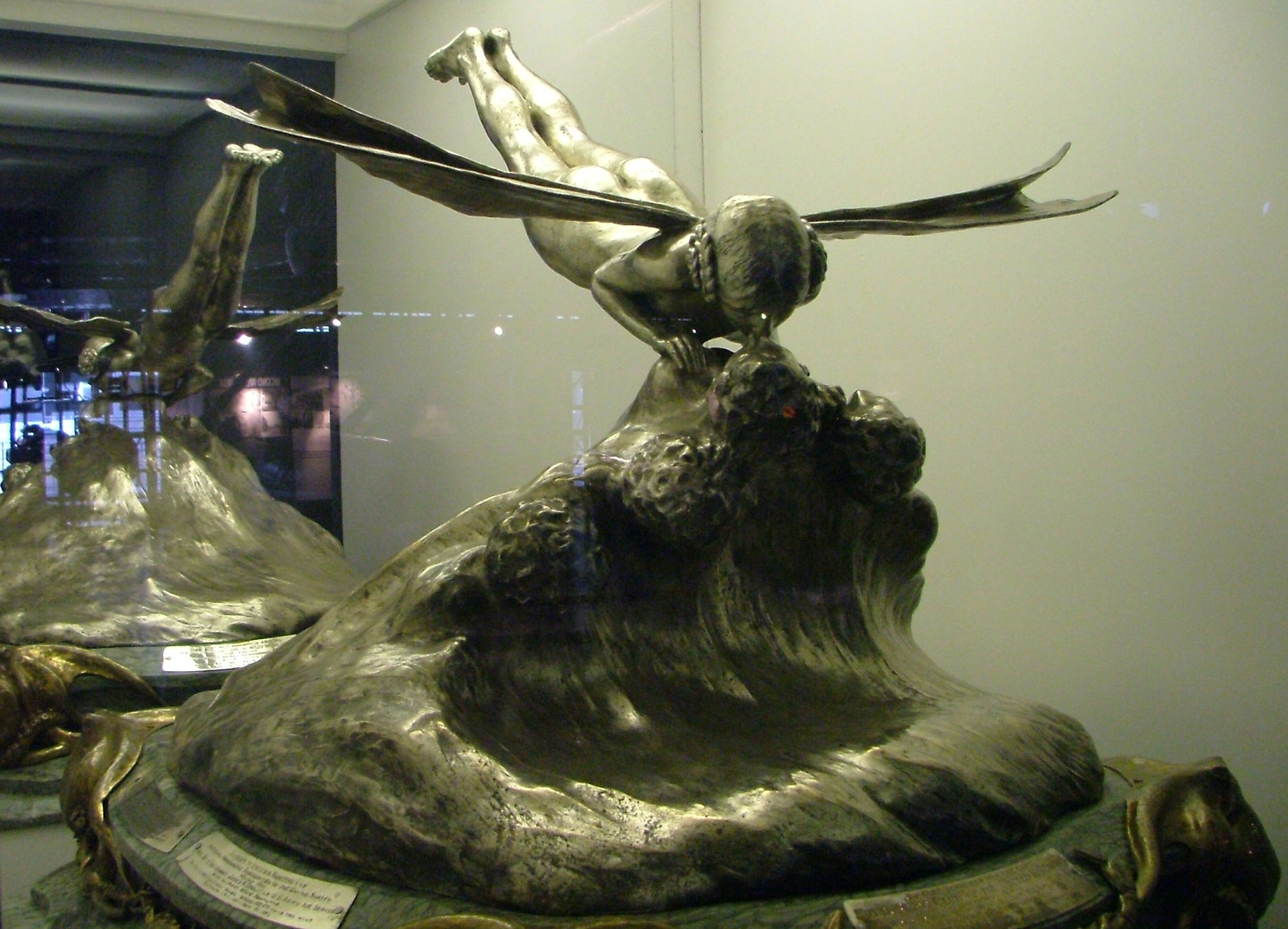
Détail de la partie supérieure
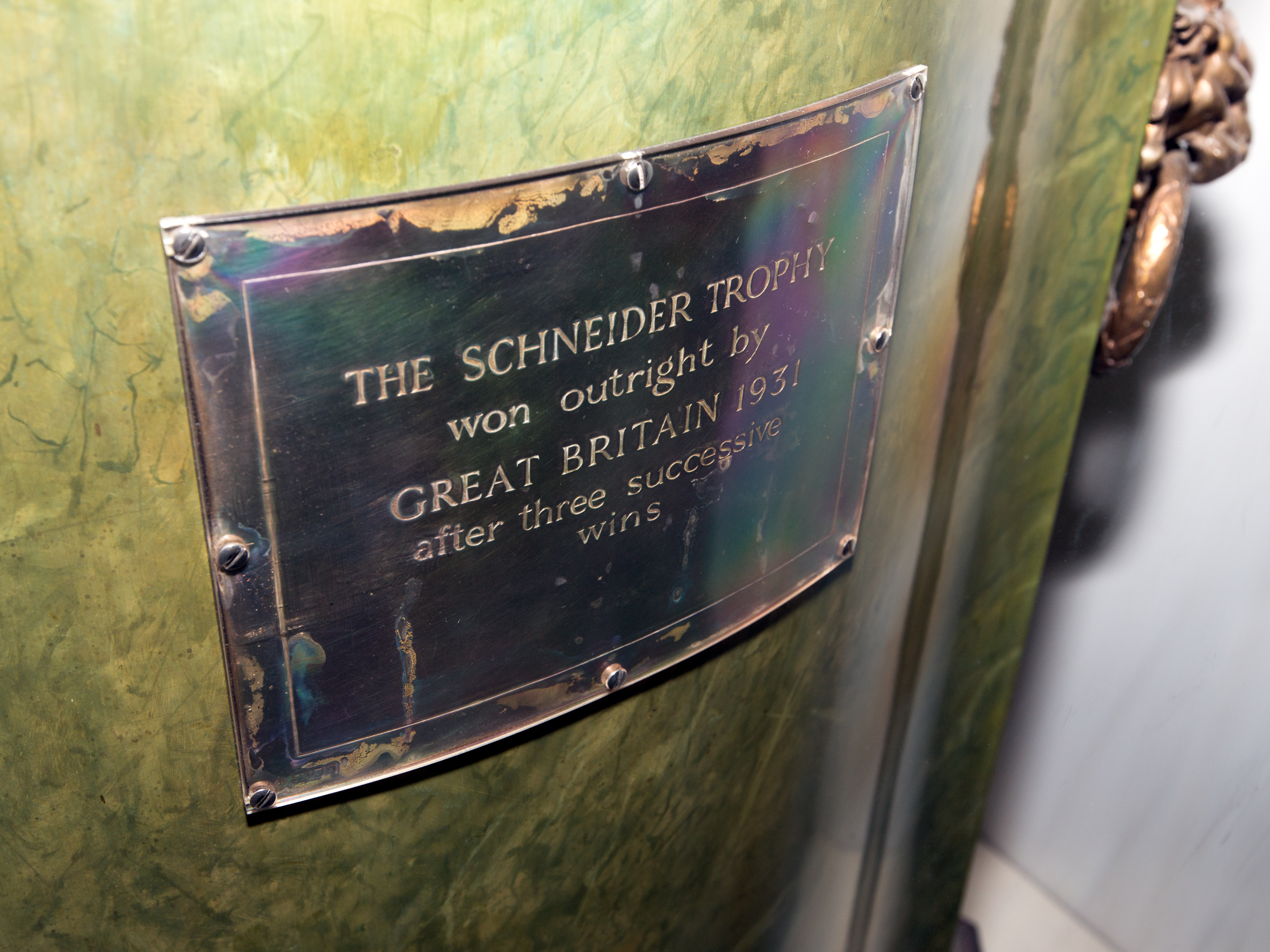
Plaque à l'avant du présentoir avec le nom du vainqueur définitif (GB)
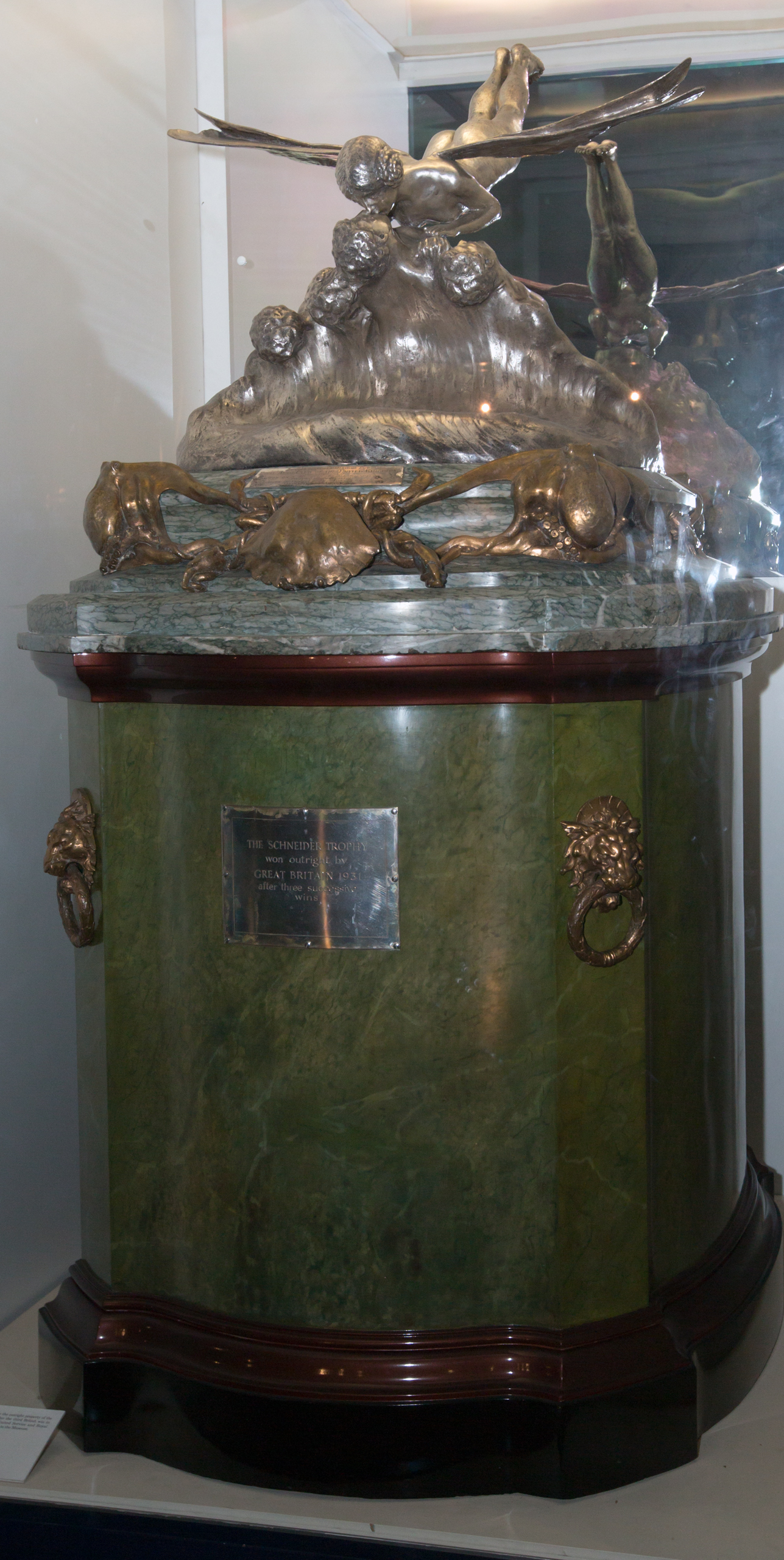
La Coupe Schneider posée sur un socle

| Année                      | Pays | Constructeur | Modèle | Pilote | Immat. | Concepteur | Image | Moteur | Puissance | Vitesse | Résultats | Remarques |
| -------------------------- | --- | --- | --- | --- | --- | --- | --- | --- | --- | --- | --- | --- |
| 1913 Monaco                | France | Deperdussin | Hydravion Deperdussin 1913 | Maurice Prevost | N°19 | Louis Béchereau | | Gnôme | 160 ch | 74 km/h | Vainqueur | |
| 1913 Monaco                | France | Morane-Saulnier | Morane-Saulnier G | Roland Garros | N°2 | | | Gnôme | 80 ch | 92 km/h | 2e place | |
| 1913 Monaco                | U.S.A | Nieuport | | Charles Weymann | N°5 | | | Gnôme | 100 ch | | Abandon | 25e tour |
| 1913 Monaco                | France | Nieuport | | Gabriel Espanet | N°6 | | | | 100 ch | | Abandon | 8e tour |
| 1914 Monaco                | G.B | Sopwith | Sopwith Tabloid | Howard Pixton | N°3 | | | Gnôme Monosoupape | 100 ch | 139,66 km/h | Vainqueur | |
| 1914 Monaco                | Suisse | FBA | | Ernest Burri | N°7 | | | | | 82,35 km/h | 2e place | |
| 1914 Monaco                | France | Nieuport | | Pierre Levasseur | N°6 | | | Gnôme | 160 ch | | Abandon | 18e tour |
| 1914 Monaco                | France | Nieuport | Gabriel Espanet | N°5 | | Abandon | 17e tour | Gnôme | 160 ch | | | |
| 1914 Monaco                | G.B | Deperdussin | | Lord Carbery | | | | Le Rhône | 160 ch | | Abandon | 3e tour |
| 1914 Monaco                | France | Deperdussin | | Maurice Prevost | | | | Gnôme | 200 ch | | Abandon | Abandon dès le départ |
| 1915 à 1918                | Épreuve annulée en raison de la Première Guerre Mondiale                                                                      | Épreuve annulée en raison de la Première Guerre Mondiale                                                                      | Épreuve annulée en raison de la Première Guerre Mondiale                                                                      | Épreuve annulée en raison de la Première Guerre Mondiale                                                                      | Épreuve annulée en raison de la Première Guerre Mondiale                                                                      | Épreuve annulée en raison de la Première Guerre Mondiale                                                                      | Épreuve annulée en raison de la Première Guerre Mondiale                                                                      | Épreuve annulée en raison de la Première Guerre Mondiale                                                                      | Épreuve annulée en raison de la Première Guerre Mondiale                                                                      | Épreuve annulée en raison de la Première Guerre Mondiale                                                                      | Épreuve annulée en raison de la Première Guerre Mondiale                                                                      | Épreuve annulée en raison de la Première Guerre Mondiale                                                                                          |
| 1919 Bournemouth (G.B)     | Italie | Savoia | S.13 | Guido Janello | N°7 | | | Isotta-Fraschini | 250 ch | | Disqualifié | Disqualifié après l'arrivée |
| 1919 Bournemouth (G.B)     | G.B | Fairey | Fairey III | Vincent Nichool | G-EALQ N°1 | | | Napier Lion | 450 ch | | Abandon | 1er tour |
| 1919 Bournemouth (G.B)     | G.B | Sopwith | Sopwith Schneider | Harry Hawker | G-EAKI N°3 | | | Cosmos Jupiter | 450 ch | | Abandon | 1er tour |
| 1919 Bournemouth (G.B)     | G.B | Supermarine | Sea Lion I | Basil Hobbs | G-EALP N°5 | | | Napier Lion | 450 ch | | Abandon | 1er tour |
| 1920 Venise (Italie)       | Italie | Savoia | S.12 | Luigi Bologna | 30011 N°1 | | | Ansaldo 4E29 | 550 ch | 172,561 km/h | Vainqueur | Seul participant |
| 1921 Venise (Italie)       | Italie | Macchi | M.7bis | Giovanni De Briganti | N°1 | Alesandro Tonini | | Isotta Fraschini | 250 ch | 189,7 km/h | Vainqueur | |
| 1921 Venise (Italie)       | Italie | Macchi | M.7 | Piero Corgnolino | N°14 | | | Isotta Fraschini | 250 ch | | Abandon | 16e tour |
| 1921 Venise (Italie)       | Italie | Macchi | M.19 | Arturo Zanetti | 3098 N°4 | | | Fiat A14 | 650 ch | | Abandon | 12e tour |
| 1922 Naples (Italie)       | G.B | Supermarine | Sea Lion II | Henri Biard | G-EBAH N° 14 | | | Napier Lion | 450 ch | 234,516 km/h | Vainqueur | Dernier hydravion à coque à gagner l'épreuve |
| 1922 Naples (Italie)       | Italie | Savoia | S.51 | Alessandro Passaleva | I-BAIU N° 8 | | | Hispano-Suiza | 300 ch | 230,93 km/h | 2e place | |
| 1922 Naples (Italie)       | Italie | Macchi | M.17 | Arturo Zanetti | I-BAHG | Alessandro Tonini | | Isotta Fraschini V6 | 260 ch | 213,63 km/h | 3e place | |
| 1922 Naples (Italie)       | Italie | Macchi | M.17 | Piero Corgnolino | I-BAFV | Alessandro Tonini | 199,607 km/h | Isotta Fraschini V6 | 260 ch | 4e place | | |
| 1923 Cowes (G.B)           | U.S.A | Curtiss | CR-3 | David Rittenhouse | A.6081 N°4 | | | Curtiss D-12 | 465 ch | 285,457 km/h | Vainqueur | |
| 1923 Cowes (G.B)           | U.S.A | Curtiss | CR-3 | Rutledge Irvine | A.6080 N°3 | 278,97 km/h | 2e place | Curtiss D-12 | 465 ch | | | |
| 1923 Cowes (G.B)           | G.B | Supermarine | Sea Lion III | Henri Biard | G-EBAH N°7 | | | Napier Lion III | 525 ch | 252,93 km/h | 3e place | |
| 1923 Cowes (G.B)           | France | CAMS | CAMS 38 | Maurice Hurel | F-ESFD N°9 | | Cams 38 de Maurice Hurel lors de la Coupe Schneider 1923. N°9, Immatriculation F-ESFD                                         | V8 Hispano-Suiza 8Fb | 360 ch | | Abandon | 2e tour |
| 1923 Cowes (G.B)           | U.S.A | Wright Aeronautical Corporation                                                                                               | NW 2 | Lt. Frank Wead | N°5 | | | Wright T-3 | 750 ch | 284 km/h | Coulé pendant les essais | Défaillance hélice |
| 1924                       | Épreuve repoussée à 1925 faute de participants                                                                                | Épreuve repoussée à 1925 faute de participants                                                                                | Épreuve repoussée à 1925 faute de participants                                                                                | Épreuve repoussée à 1925 faute de participants                                                                                | Épreuve repoussée à 1925 faute de participants                                                                                | Épreuve repoussée à 1925 faute de participants                                                                                | Épreuve repoussée à 1925 faute de participants                                                                                | Épreuve repoussée à 1925 faute de participants                                                                                | Épreuve repoussée à 1925 faute de participants                                                                                | Épreuve repoussée à 1925 faute de participants                                                                                | Épreuve repoussée à 1925 faute de participants                                                                                | Épreuve repoussée à 1925 faute de participants |
| 1925 Baltimore (U.S.A)     | U.S.A | Curtiss | Army R3C-2 | James Doolittle | A.7054 N°3 | | | Curtiss V-1400 | 565 ch | 374,274 km/h | Vainqueur | |
| 1925 Baltimore (U.S.A)     | G.B | Gloster | Gloster III | Hubert Broad | N194 N°5 | | | Napier Lion | 700 ch | 320,537 km/h | 2e place | L'envergure la plus courte de tous les compétiteurs de la Coupe Schneider des années 1920                                                         |
| 1925 Baltimore (U.S.A)     | Italie | Macchi | M.33 | Giovanni De Brigant | MM49 N°7 | | | Curtis D12 | 500 ch | 271,08 km/h | 3e place | |
| 1925 Baltimore (U.S.A)     | U.S.A | Curtiss | Navy R3C-2 | George Cuddihy | A.6979 N°2 | | | Curtiss V-1400 | 610 ch | | Abandon | 7e tour |
| 1925 Baltimore (U.S.A)     | U.S.A | Curtiss | Navy R3C-2 | Ralph Ofstie | A.6978 N°1 | | 6e tour | Curtiss V-1400 | 610 ch | | Abandon | |
| 1925 Baltimore (U.S.A)     | G.B | Supermarine | S.4 | Henri Biard | N°4 | R.J. Mitchell | | Napier Lion VII | 680 ch | 365 km/h | Crash avant la course | Possible défaillance d'un bras cantilever de l'aile                                                                                               |
| 1926 Hampton Roads (U.S.A) | Italie | Macchi | M.39 | Mario De Bernardi | MM76 N°5 | Mario Castoldi | | Fiat AS.2 | 600 ch | 396,698 km/h | Vainqueur | |
| 1926 Hampton Roads (U.S.A) | U.S.A | Curtiss | R3C-2 | Christian Franck Schilt | A.7054 N°6 | | | Curtiss V-1400 | 665 ch | 372,34 km/h | 2e place | |
| 1926 Hampton Roads (U.S.A) | Italie | Macchi | M.39 | Adriano Bacula | MM74 N°1 | Mario Castoldi | | Fiat AS.2 | 600 ch | 350,845 km/h | 3e place | |
| 1926 Hampton Roads (U.S.A) | U.S.A | Curtiss | F6C-3 Hawk | William Tomlinson | A.7128 N°2 | | | Curtiss D12-A | 507 ch | 220,406 km/h | 4e place | |
| 1926 Hampton Roads (U.S.A) | U.S.A | Curtiss | R3C-3 | | N°1 | | | Packard 2A-1500 | 600 ch | | Détruit avant la course | |
| 1926 Hampton Roads (U.S.A) | U.S.A | Curtiss | R3C-4 | George Cuddihy | A.6979 N°4 | | | Curtiss V-1550 | 565 ch | | Abandon | 7e tour |
| 1926 Hampton Roads (U.S.A) | Italie | Macchi | M.39 | Arturo Ferrarin | MM75 N°3 | Mario Castoldi | | Fiat AS.2 | 600 ch | | Abandon | 4e tour |
| 1927 Venise (Italie)       | G.B | Supermarine | S.5 | S.N Webster | N.220 N°4 | R. J. Mitchell | | Napier Lion VIIB | 875 ch | 453,282 km/h | Vainqueur | |
| 1927 Venise (Italie)       | G.B | Supermarine | S.5 | O.F Worsley | N.219 N°6 | R. J. Mitchell | Napier Lion VIIA | 900 ch | 439,45 km/h | 2e place | | |
| 1927 Venise (Italie)       | G.B | Gloster | Gloster IVB | S.M Kinkhead | N.223 N°1 | Henry Folland | | Napier Lion VIIB | 885 ch | 475 km/h | Abandon | |
| 1927 Venise (Italie)       | Italie | Macchi | M.52 | Frederico Guazetti | N°5 | Mario Castoldi | | Fiat AS.2 | 800 ch | 457,3 km/h | Retrait en course | Aile monoplan en flèche. 3e place 1929 version M.52R.                                                                                             |
| 1927 Venise (Italie)       | Italie | Macchi | M.52 | Mario De Bernardi | N°2 | Mario Castoldi | Fiat AS.3 | 1000 ch | | Abandon | 2e tour | |
| 1927 Venise (Italie)       | Italie | Macchi | M.52 | Arturo Ferrarin | MM82 N°2 | Mario Castoldi | Fiat AS.3 | 1000 ch | | Abandon | 1er tour | |
| 1927 Venise (Italie)       | G.B | Short | Short Crusader | | N.226 | W.A. Bristow | | Bristol Mercury Radial | 810 ch | | Crash avant la course | Crash durant les essais |
| 1927 Venise (Italie)       | U.S.A | Kirkham-Williams | Kirkham-Williams Racer | Alford J. Williams | | | | X24 Packard X-2775 | 1250 ch | 519,2 km/h | Non engagé | Moteur 24 cylindres à quatre rangées de cylindres en X                                                                                            |
| 1928                       | Afin de disposer de plus de temps pour se préparer, les participants demandèrent que la course suivante n'ait lieu qu'en 1929 | Afin de disposer de plus de temps pour se préparer, les participants demandèrent que la course suivante n'ait lieu qu'en 1929 | Afin de disposer de plus de temps pour se préparer, les participants demandèrent que la course suivante n'ait lieu qu'en 1929 | Afin de disposer de plus de temps pour se préparer, les participants demandèrent que la course suivante n'ait lieu qu'en 1929 | Afin de disposer de plus de temps pour se préparer, les participants demandèrent que la course suivante n'ait lieu qu'en 1929 | Afin de disposer de plus de temps pour se préparer, les participants demandèrent que la course suivante n'ait lieu qu'en 1929 | Afin de disposer de plus de temps pour se préparer, les participants demandèrent que la course suivante n'ait lieu qu'en 1929 | Afin de disposer de plus de temps pour se préparer, les participants demandèrent que la course suivante n'ait lieu qu'en 1929 | Afin de disposer de plus de temps pour se préparer, les participants demandèrent que la course suivante n'ait lieu qu'en 1929 | Afin de disposer de plus de temps pour se préparer, les participants demandèrent que la course suivante n'ait lieu qu'en 1929 | Afin de disposer de plus de temps pour se préparer, les participants demandèrent que la course suivante n'ait lieu qu'en 1929 | Afin de disposer de plus de temps pour se préparer, les participants demandèrent que la course suivante n'ait lieu qu'en 1929                     |
| 1929 Calshot (G.B)         | G.B | Supermarine | S.6 | H.R.D Waghorn | N.247 N°2 | R. J. Mitchell | | Rolls-Royce R | 1900 ch | 528,879 km/h | Vainqueur | |
| 1929 Calshot (G.B)         | Italie | Macchi | M.52R | Tomasso Dal Molin | N°4 | Mario Castoldi | | Fiat AS3 | 1000 ch | 457,38 km/h | 2e place | |
| 1929 Calshot (G.B)         | G.B | Supermarine | S.5 | D'Arcy Creig | N.219 N°5 | R. J. Mitchell | | Napier Lion VIIB | 875 ch | 454,02 km/h | 3e place | |
| 1929 Calshot (G.B)         | Italie | Macchi | M.67 | Remo Cadringher | MM105 N°7 | Mario Castoldi | | Isotta Fraschini | 1800 ch | 485 km/h | Abandon | 2e tour |
| 1929 Calshot (G.B)         | Italie | Macchi | M.67 | Giovani Monti | MM103 N°8 | Mario Castoldi | Abandon | Isotta Fraschini | 1800 ch | 485 km/h | 2e tour | |
| 1929 Calshot (G.B)         | G.B | Supermarine | S.6 | Richard Atcherley | N.248 N°10 | R. J. Mitchell | | Rolls-Royce R | 1900 ch | 575,66 km/h | Disqualifié | Record de vitesse absolu battu |
| 1929 Calshot (G.B)         | G.B | Gloster | Gloster VI | George Stainforth | N.249 | Henry Folland | | Napier Lion VIID | 1320 ch | 565,3 km/h | Retiré avant la course | Problèmes d'alimentation en carburant |
| 1929 Calshot (G.B)         | Italie | Savoia-Marchetti | Savoia-Marchetti S.65 | | | | | 2x Isotta Fraschini V.6 | 1000 ch x2 | | Non engagé | Pilote entre moteur tracteur et moteur pousseur pour réduire le couple et doubler la puissance                                                    |
| 1929 Calshot (G.B)         | Italie | Fiat Aviazione | Fiat C.29 | | 130 bis | Celestino Rosatelli | | V12 Fiat AS.5 | 1050 ch | 560 km/h | Non engagé | Pas prêt à temps |
| 1929 Calshot (G.B)         | Italie | Piaggio | Piaggio P.7 | | | Giovanni Pegna | | V6 Isotta-Fraschini Spécial ou Isotta-Fraschini AS-5                                                                          | 970 à 1000 ch | 580 km/h (estimation) | Échec essais en vol | Conception radicale avec hydro-pales au lieu de flotteurs, cependant les problèmes d'embrayage positifs se sont révélés insolubles                |
| 1929 Calshot (G.B)         | U.S.A | Williams - Mercury | Williams "Mercury" Racer NR1-E                                                                                                | Alford J. Williams | N°7 | | | X24 Packard X-2775 | 1500 ch | inconnue | Non engagé | Problèmes de masse et d'équilibrage |
| 1931 Calshot (G.B)         | G.B | Supermarine | S.6B | John Boothman | S.1595 N°1 | R. J. Mitchell | | Rolls-Royce R | 2350 ch | 547,297 km/h | Vainqueur | Permis à la Grande-Bretagne d'emporter définitivement le trophée.                                                                                 |
| 1931 Calshot (G.B)         | Italie | Macchi | M.C.72 | Francesco Agello | | Mario Castoldi | | Fiat AS.6 | 2500 ch | 709 km/h | Pas prêts pour la course de 1931                                                                                              | Dernier avion étudié pour la coupe et le seul à hélices contra-rotatives. Il est encore aujourd'hui l'hydravion à hélice le plus rapide au monde. |
| 1931 Calshot (G.B)         | France | Bernard | H.V-40 | Jean Amanrich | | Georges Bruner | | Gnome-Rhône 9Kfr Mistral | 800 ch | 420 km/h (estimation) | Pas prêts pour la course de 1931                                                                                              | |
| 1931 Calshot (G.B)         | France | Bernard | H.V-42 | | | | | Hispano-Suiza 12Nsr Special                                                                                                   | 1000 ch | 450 km/h (estimation) | Pas prêts pour la course de 1931                                                                                              | Avion d'entrainement semblable au H.V-41 |
| 1931 Calshot (G.B)         | France | Bernard | H.V-220 | | | | | Lorraine 12Rcr Radium | 2200 ch | 640 km/h (estimation) | Pas prêts pour la course de 1931                                                                                              | Dernière tentative pour la Société Bernard de construire un avion capable de gagner la Coupe Schneider                                            |
| 1931 Calshot (G.B)         | France | Nieuport-Delage | Nieuport-Delage NiD.450 | | | | | W18 Hispano-Suiza 18R | 1680 ch | 560 km/h | Pas prêts pour la course de 1931                                                                                              | |